# Popowo (powiat międzyrzecki)
Popowo (niem. Poppe) – wieś w Polsce, w województwie lubuskim, w powiecie międzyrzeckim, w gminie Bledzew. Według stanu na 30 czerwca 2019 mieszkały w niej 333 osoby.
Miejscowość słynie z efektownych dekoracji świetlnych, montowanych corocznie od 2007 r. przed Świętami Bożego Narodzenia na niemal wszystkich budynkach i obiektach we wsi (oświetlenie prezentowane jest codziennie od połowy grudnia do połowy stycznia). Z tego powodu Popowo bywa nazywane „lubuskim Las Vegas”.

## Położenie

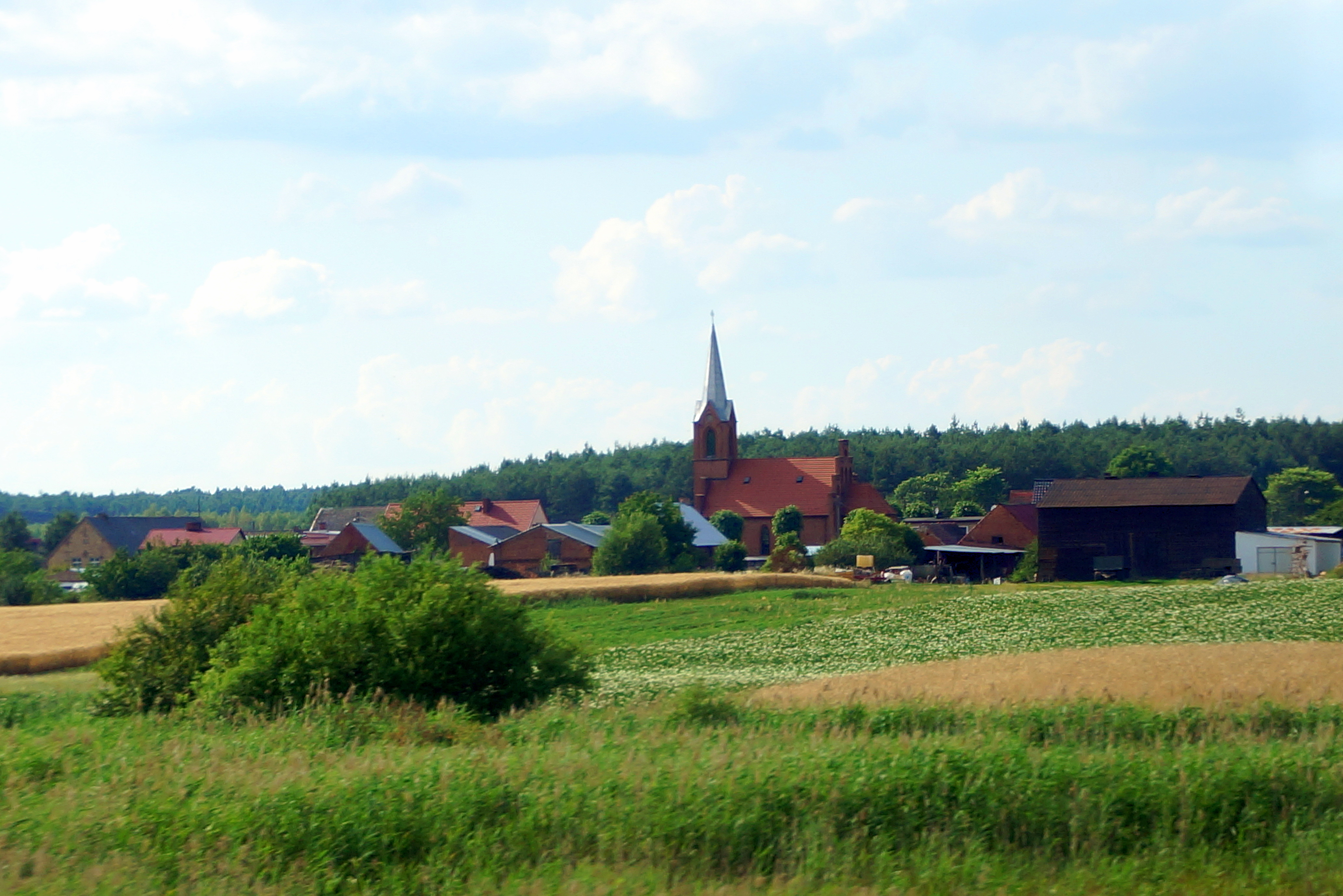
Panorama wsi.

Popowo usytuowane jest 8 km na wschód od Bledzewa (siedziby władz gminy), 9 km na południe od Skwierzyny, 12 km na północ od Międzyrzecza (siedziby władz powiatu), obok czynnej linii kolejowej nr 367 relacji Zbąszynek – Gorzów Wielkopolski (ruch pasażerski i towarowy) oraz dawnej drogi krajowej nr 3 (obecnie drogi gminnej).

## Historia
Miejscowość pierwotnie związana była z Wielkopolską oraz przejściowo Brandenburgią. Ma metrykę średniowieczną i istnieje co najmniej od XIV wieku. Po raz pierwszy wymieniana w dokumencie z 1312 jako „Popowe, Poppow”, 1508 „Popowo” .
Miejscowość była wsią duchowną czyli należącą do kleru. Wzmiankowana po w 1312 kiedy margrabia Waldemar sprzedał ją opactwu cystersów w Zemsku kwitując odbiór pieniędzy w wysokości 5 grzywien za każdą część własności z rąk ówczesnego opata zakonu Tyderyka. W 1315 Jan margrabia brandenburski nadał opatowi Maciejowi i cystersom w Zemsku całość wsi Popowo  . 
W 1429 imiennie wymieniony został sołtys wsi Wach. W 1460 król polski Kazimierz IV Jagiellończyk ustalił wymiar ciężarów i robocizny należnych zamkowi w Międzyrzeczu ze wsi klasztornych należących do opactwa w Bledzewie w tym z Popowa. Mieszkańcy wsi mieli pracować dla zamku w takim wymiarze, jak mieszkańcy wsi należących do klasztoru w Paradyżu. W 1508 miejscowość należała do powiatu poznańskiego Korony Królestwa Polskiego, a w 1580 należała do parafii zemskiej. W 1603 stała się filią parafii w Sokolej Dąbrowie, a w 1640 w Zemsku .
W 1509 w okolicach miejscowości odnotowano puszczę bartną. Do XVI w. była to niewielka jednostka osadnicza licząca 10 zagrodników. W 1580 r. wieś duchowna, własność opata bledzewskiego, położona była w powiecie poznańskim województwa poznańskiego w Rzeczypospolitej Obojga Narodów .
Miejscowość wspominały liczne historyczne dokumenty prawne, własnościowe i podatkowe. W 1508 pobrano z miejscowości wiardunki królewskie od 6 półłanków i karczmy. W 1509 miał miejsce pobór od 6 półłanków, jednego łana sołtysa oraz z karczmy. W 1563 pobór od 6,5 łana, jednego łana sołtysa oraz łana lennego (mansus feudalis), a także od kowala, dwóch komorników i od karczmy. W 1564 we wsi było 6 łanów. W 1565 określono obowiązki mieszkańców Popowa wobec zamku w Międzyrzeczu. Mieszkańcy płacili razem 36 groszy wieprzowego oraz każdy po dwie ćwiertnie żyta, 3 ćwiertnie owsa, 2 kury oraz 30 jaj. Do ich obowiązków należało również: dwudniowe żęcie zboża na polach zamkowych, a ponadto mieli oni skosić wyznaczoną łąkę w Murzynowie koło Skwierzyny oraz zwieźć siano do zamku. Każdy miał także przywieźć wóz drewna na kwartał.  Sołtys wsi był zwolniony z tych opłat. Ogólny dochód starostwa międzyrzeckiego ze wsi wynosił 17 złotych 4 grosze. W 1577 płatnikiem poboru był właściciel Popowa opat bledzewski. W 1580 zapłacił on pobór od 10 łanów, 10 zagrodników, 6 komorników, kowala oraz od pasterza wypasającego 30 owiec .
W 1600 imiennie odnotowany został sołtys wsi Fabian Kierstyn. Pierwszy drewniany kościół pod wyzwaniem św. Jana Chrzciciela wzniesiono tu w 1660. Poświęcił go w tym roku biskup poznański Wojciech Tolibowski. Kolejną świątynię wybudowano na miejscu poprzedniej w 1867 .
W wyniku I rozbioru Polski Popowo wraz z całą Wielkopolską znalazło się w zaborze pruskim przechodząc pod panowanie Królestwa Prus. W okresie Wielkiego Księstwa Poznańskiego (1815–1848) miejscowość zaliczano do większych wsi ówczesnego pruskiego powiatu Międzyrzecz w rejencji poznańskiej. Popowo należało do okręgu starodworskiego tego powiatu i stanowiło część majątku Stary Dworek, którego właścicielem był wówczas rząd pruski, który znacjonalizował majętności klasztorne po rozbiorach. Według spisu urzędowego z 1837 r. wieś liczyła 229 mieszkańców, którzy zamieszkiwali 27 dymów (domostw). Wzmiankowana była wówczas także osada leśna Popowo (1 dom, 7 osób) – obecnie Popowo-Leśniczówka.
W XIX w. istniał tu duży folwark i wybudowano stację kolejową (funkcjonującą do dziś) z zapleczem gospodarczym. Jako wieś leżącą w parafii Bledzew oraz w okręgu pocztowym w Skwierzynie miejscowość odnotowana została przez Słownik geograficzny Królestwa Polskiego pod nazwą "Popowo", a także dwoma zgermanizowanymi, urzędowymi nazwami „Poppe, Poppen”. Wieś wraz z leśnictwem tworzyła okrąg wiejski mający 30 domów, zamieszkanych przez 351 mieszkańców w tym 333 katolików i 18 protestantów. Słownik odnotował trzy większe posiadłości, z których jedna miała 184 hektarów, druga 172,85 ha i trzecia 82 ha. .
We wsi zachował się pierwotny, owalnicowy układ przestrzenny.

## Zabytki
- neogotycki kościół z 1867 r.,
- dwie figury na ceglanych cokołach przed frontem kościoła, murowane z II połowy XIX w.,
- dwie kapliczki na cmentarzach (komunalnym i poewangelickim), murowane z końca XIX w.,
- ogród podworski, resztki zabudowy folwarcznej i przebudowany dwór z XIX w.,
- stacja kolejowa z budynkami gospodarczymi z końca XIX w.,
- liczne stare domy i budynki gospodarcze z przełomu XIX i XX w.